# Jacques Pavanes
Jacques Pavanes (Jacobus Pavanas), ou Pouent, Pavan, Pauvant (vers 1500 à Boulogne-sur-Mer alors en Picardie - 28 août 1526 à Paris) est un étudiant membre du Cénacle de Meaux, considéré comme l'un des premiers martyrs de la Réforme.

## Biographie
Elève et ami de Jacques Lefèvre d'Etaples,  également originaire de Picardie, il le suit lorsque celui-ci fonde avec Guillaume Briçonnet le Cénacle de Meaux.
Il est tout particulièrement sensible aux prédications virulentes de Guillaume Farel. Il traduit les écrits de Martin Luther. Il écrit contre le purgatoire, l'invocation à la Vierge et aux saints, l'eau bénite, la messe, les bulles et les indulgences papales. En 1524, il reste proche de Farel en exil, qui vient d'être renvoyé du Cénacle par Briçonnet pour sa trop grande proximité avec la Réforme allemande, et lui écrit : « Lefèvre demande s'il pourrait faire imprimer à Bâle un Commentaire sur l’Epître aux Romains ».
Le 29 juillet 1525, le cardeur de laine Jean Leclerc est arrêté à Metz pour avoir brisé des statues de la Vierge, puis est condamné à être torturé et brûlé à petit feu.
Jacques Pavanes est arrêté et emprisonné à la Conciergerie. Il abjure à la Noël 1525 et ses livres sont brûlés : « La tête nue, et tenant la torche de cire ardente, devant la grande église de Notre-Dame, criant Dieu à merci et à Notre-Dame, de ce qu'il avait dit en suivant la secte de Luther ; et furent brûlés devant lui aucuns livres qu'il avait translatés et de latin en français tenant le parti dudit Luther, lesquels il lut de mot à mot, en déclarant qu'ils étaient faux et damnables ; et de là il fut mené pour être par long espace de temps prisonnier en la prison des Célestins au pain et à l'eau ».
Après sa libération, il reprend ses prédications évangélistes.
Il est de nouveau arrêté et brûlé vif le 28 août 1526 en place de Grève, à Paris. Avant de mourir, il harangue les spectateurs avec une telle efficacité que Pierre Cornu, docteur en théologie de la Sorbonne, écrit qu'il « vaudrait mieux avoir coûté à l'Eglise un milion d'or et que l'on n'eût jamais laissé parler Jacques Pavanes devant le peuple ».
Mathieu Saulnier, arrêté avec Pavanes, échappe au supplice puis est libéré. Jacques Lefèvre, Gérard Roussel et Michel d'Arande doivent fuir. Pierre Caroli est poursuivi, Martial Mazurier est arrêté : il sort de la Conciergie après s'être rétracté, puis est de nouveau arrêté pour avoir brisé une statue de saint François stigmatisé à la porte d'un couvent des Cordeliers. Il est sauvé du bûcher par une intervention de Marguerite d'Angoulême.

## Hommage de Simon Goulart
Simon Goulart écrit un poème en hommage à Jacques Pavanes, paru dans Les vrais portraits des hommes illustres de Théodore de Bèze (1581) : 
Arrière humaine sagesse,
Force, grandeur et noblesse, 
Qui à la terre s’attend.
Ce n’est de votre industrie, 
Bruit, orgueil ni braverie
Que la vérité dépend.
Dieu fait sa grandeur connaître
Et sa sagesse paraître
Et sa puissance sentir
A ce monde qui l’oublie
Par la faiblesse et folie
Qu’il en tire et fait sortir. 
Le cœur abusé méprise
de notre grand Dieu l’Église.
Et t’accorde que les mains
Dont cet ouvrage il avance
N’ont vigueur ni apparence
Entre celles des humains.
Mais aussi l’on me confesse
que l’Heur, l’Honneur, la Sagesse,
Et du monde le plus beau,
Est éteint par l’ignorance,
Petitesse et Impuissance,
Peinte au vif en ce tableau. 
Le premier porte en la face
O Dieu, les traits de ta grâce
Domptant l’erreur en son fort.
PAVANES dedans la flamme, 
Triomphe du monde infâme

De l’erreur et de la mort.